# Instrucción (informática)
Se denomina instrucción en informática al conjunto de datos insertados en una secuencia estructurada o específica que el procesador interpreta y ejecuta.
Los tipos de instrucción son aquellos permitidos están definidos y determinados dentro de cada importante  plataforma en el conjunto de instrucciones (en inglés ISA, instruction set architecture), que también determina los registros de origen y destino de la CPU, y en ocasiones un dato inmediato (aquellos que son especificados explícitamente en la instrucción).
Estas instrucciones del computador son las que determinan el funcionamiento de la CPU que las ejecuta. La CPU puede realizar una diversidad de funciones, que son el reflejo de la variedad de las instrucciones definidas para dicha CPU. El programador tiene un repertorio de instrucciones como medio para controlar la CPU.

## Campos
Normalmente una instrucción se divide en dos campos:
- Código de operación: Designa la operación que va a ser realizada. En lenguaje ensamblador, se asigna a su valor numérico un mnemónico. Por ejemplo, en el MIPS tenemos una instrucción con el código de operación 0224x en lenguaje ensamblador es la operación add.
- Datos de la operación: Dependiendo del tipo de instrucción, este campo puede estar dividido en otros o ser único, incluso no existir. En él se suelen indicar los registros y datos con los que trabajar.

El tamaño (longitud en bits) de la instrucción depende de cada arquitectura, pudiendo variar de 4 hasta 128 bits.
La instrucción debe almacenarse temporalmente (en el registro de instrucción, RI) para que la CPU analice su contenido y extraiga los datos que la forman. A este paso se le llama decodificación.

## Tipos
- Instrucciones de transferencia de datos: en este tipo de instrucciones, se transfieren datos desde una localización a otra. Los pasos que se siguen para realizarlo son:

1. Determinación de las direcciones de origen y destino de memoria.
2. Realización de la transformación de memoria virtual a memoria real.
3. Comprobación de la caché.
4. Inicio del proceso de lectura/escritura en la memoria.

- Instrucciones aritméticas: pueden implicar transferencia de datos antes y/o después. Realizan operaciones aritméticas de las que se encarga la ALU. Se pueden clasificar en 1 operando (valor absoluto, negación) y 2 operandos (suma, resta).
- Instrucciones lógicas: al igual que las aritméticas, la ALU se encarga de realizar estas operaciones, que en este caso son de tipo lógico.
- Instrucciones de conversión: similares a las aritméticas y lógicas. Pueden implicar lógica especial para realizar la conversión.
- Instrucciones de transferencia de control: actualizan el contador de programa (PC). Administran las llamadas/retornos a las subrutinas, el paso de parámetros y el enlazado.
- Instrucciones de E/S (entrada/salida): administran los comandos de entrada/salida. Si hay un mapa de memoria de entrada/salida, determina la dirección de este mapa.

## Repertorio
Las instrucciones de un lenguaje de programación se pueden clasificar en 4 grupos:
- Instrucciones de transferencias de datos: Son aquellas de entrada o lectura y de salida o escritura. En el caso de las instrucciones de entrada o lectura, se lleva el dato de entrada o lectura desde la unidad de entrada a la memoria. Si por el contrario es una instrucción de salida o escritura, se lleva el dato de la memoria a la unidad de salida.
- Instrucciones de tratamiento: Se trata de las instrucciones aritmético-lógicas y las de desplazamientos. Así como suma de datos o comparaciones.
- Instrucciones de flujo de control o de bifurcación y salto: Las instrucciones de flujo de control son aquellas instrucciones que alteran el orden secuencial de la ejecución de un programa. También hay instrucciones que posibilitan la interrupción de la ejecución o saltar a ejecutar otro programa. Cuando termina cualquiera de estas instrucciones, el programa continúa ejecutándose desde el punto en el que se interrumpió.
- Otras instrucciones: Por ejemplo, la detención del funcionamiento del computador a la espera de una acción del usuario.